# Strada statale 162 della Valle Caudina
La strada statale 162 della Valle Caudina (SS 162), è una ex strada statale della Campania, fino al 2001 era gestita dall'ANAS, oggi è declassificata a strada provinciale e la sua gestione è passata agli enti locali.
Nella breve tratta Acerra-Cancello Scalo  ha assunto la denominazione di ex strada statale 162 della Valle Caudina (ex SS 162) ed è gestita dalla città metropolitana di Napoli.
Nella tratta Cancello-Arienzo è stata ridenominata strada provinciale 338 ex SS 162 (SP 338 ex SS 162) ed è  gestita dalla Provincia di Caserta.

## Storia

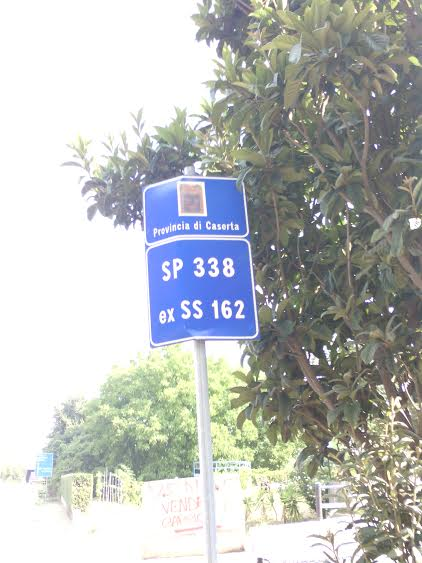
Inizio tratta SP 338 ex SS 162 Cancello Scalo-Arienzo gestita dalla Provincia di Caserta

Istituita nel 1953,   la ex strada statale era la principale via di collegamento tra la Valle Caudina e Napoli. Diramava dalla strada statale 7 bis di Terra di Lavoro in contrada Salice (frazione di Casoria), attraversava l'attuale centro cittadino di Casalnuovo, proseguiva per circa 5 km raggiungendo Acerra e la frazione di Gaudello per proseguire verso il casertano, Cancello Scalo, località Botteghino, quindi San Felice a Cancello e Arienzo per poi congiungersi con la strada statale 7 Via Appia, posta ai margini della valle Caudina che dava appunto il nome alla statale.
Il vecchio tracciato, ormai quasi del tutto estinto dall'urbanizzazione dei comuni attraversati, è stato sostituito dalla strada statale 162 NC Asse Mediano, una superstrada costruita con i fondi strutturali stanziati nel dopo terremoto del 1980 dalla legge 219 del 1981.

## Elenco delle località attraversate e principali innesti
- Innesto strada statale 7 bis di Terra di Lavoro
- via Nazionale delle Puglie in Contrada Salice nel comune di  (Casoria)
- via Napoli (Casalnuovo)
- corso Umberto I (Casalnuovo)
- via Benevento (Casalnuovo)
- confine Casalnuovo-Acerra
- corso Italia (Acerra)
- corso Vittorio Emanuele II (Acerra)
- via Olmitelli (Acerra)
- contrada Santa Maria La Selva (Acerra)
- contrada Pizzone (Acerra)
- contrada Gaudello (Acerra)
- inizio SP 338 ex SS 162
- confine NA-CE
- Cancello Scalo
- località Botteghino (San Felice a Cancello)
- via Napoli (San Felice a Cancello)
- via Roma (Arienzo)
- via Ponte Trave (Arienzo)
- incrocio strada statale 7 Via Appia (Santa Maria a Vico)